# Tuula Riitta Pynnä
Tuula Riitta Pynnä (* 1958 in Turku) ist eine finnische Juristin. Sie ist Richterin am Gericht der Europäischen Union.

## Leben und Wirken
Pynnä studierte Rechtswissenschaften an der Universität Turku, wo sie 1981 ihren Abschluss machte. Anschließend lehrte sie für kurze Zeit an dieser Universität, bevor sie 1982 am Gericht erster Instanz Pori in den finnischen Justizdienst eintrat. Nach einer Tätigkeit als Leiterin des Einwohneramts von Pori wechselte sie als Richterin an das Gericht erster Instanz Ulvila. Nach einer Ernennung auf Lebenszeit wurde sie ab 1985 an den Gerichten von Tampere und Pirkanmaa eingesetzt. 1993 erwarb sie an der Universität Trier den Magistergrad, ein Jahr später erwarb sie den Titel Master of European Legal Studies, der ihr vom Europäischen Instituts für öffentliche Verwaltung in Partnerschaft mit der Universität Nancy und der Aristoteles-Universität Thessaloniki verliehen wurde. Ab 1996 war Pynnä als Rechtsberaterin im finnischen Außenministerium tätig. Dort leitete sie das Referat für Verfahren vor den Unionsgerichten und trat als Vertreterin Finnlands in Verfahren vor dem Gerichtshof der Europäischen Gemeinschaften auf. Außerdem leitete sie die finnische Delegation in der Arbeitsgruppe „Gerichtshof“ des Rates und war Mitglied der Gruppe der „Freunde der Präsidentschaft“ für die Reform des Gerichtssystems der Gemeinschaft im Vertrag von Nizza. Ab 2005 war sie Richterin am Korkein oikeus, dem obersten finnischen Gericht, und ab 2006 am Korkein hallinto-oikeus, dem obersten finnischen Verwaltungsgericht, tätig. 2012 kehrte sie als Richterin an den Korkein oikeus zurück. Von 2013 bis 2019 war sie zudem Vorsitzende des Prüfungsausschusses der finnischen Anwaltskammer.
Am 26. September 2019 wurde Pynnä zur Richterin am Gericht der Europäischen Union ernannt.
Im Dezember 2019 wurde ihr das Kommandeurskreuz des finnischen Ordens der Weißen Rose verliehen.